# Damarchus workmani
Damarchus workmani is een spinnensoort in de taxonomische indeling van de bruine klapdeurspinnen (Nemesiidae).
Damarchus workmani werd in 1891 beschreven door Thorell.